# Massimo Ranieri
Massimo Ranieri, rodným jménem Giovanni Calone, (* 3. května 1951 Neapol) je italský zpěvák a herec. Zpěvu se věnoval od dětství a již v roce 1964 vydal pod pseudonymem Gianni Rock několik singlů. Později následovala řada dalších nahrávek a několik televizních vystoupení, avšak většího úspěchu se mu dostalo až s příchodem roku 1969, kdy v televizním vystoupení zazpíval píseň „'O Sole Mio“. Téhož roku vydal svou první dlouhohrající desku nazvanou Massimo Ranieri. V roku 1973 se účastnil s písni Chi sará con te Eurovision song contest v Luxemburgu.
K jeho nejslavnějším písním patří především Perdere l’amore, se kterou v roce 1988 vyhrál Festival Sanremo, Se bruciasse la città, Erba di casa mia, Rose rosse či Vent’anni. Na slavný italský hudební festival se vrátil po čtvrt století v roce 2022 s písní Lettera di là dal mare. Odměnou mu byl zisk Ceny kritiky Mii Martini.
Jako herec vystupoval jak v televizi, tak i v divadle a filmu. V roce 2017 získal cenu Premio Tenco.